# Sévignacq
Sévignacq település Franciaországban, Pyrénées-Atlantiques megyében. Lakosainak száma 796 fő (2022. január 1.). Sévignacq Barinque, Carrère, Coslédaà-Lube-Boast, Escoubès, Lannecaube, Lasclaveries, Miossens-Lanusse és Mouhous községekkel határos.

## Népesség
A település népessége az elmúlt években az alábbi módon változott:
| Lakosok száma | 739  | 752  | 766  | 749  | 752  | 764  | 778  | 787  | 796  |
|               | 2013 | 2015 | 2016 | 2017 | 2018 | 2019 | 2020 | 2021 | 2022 |